# Manta (Burg)

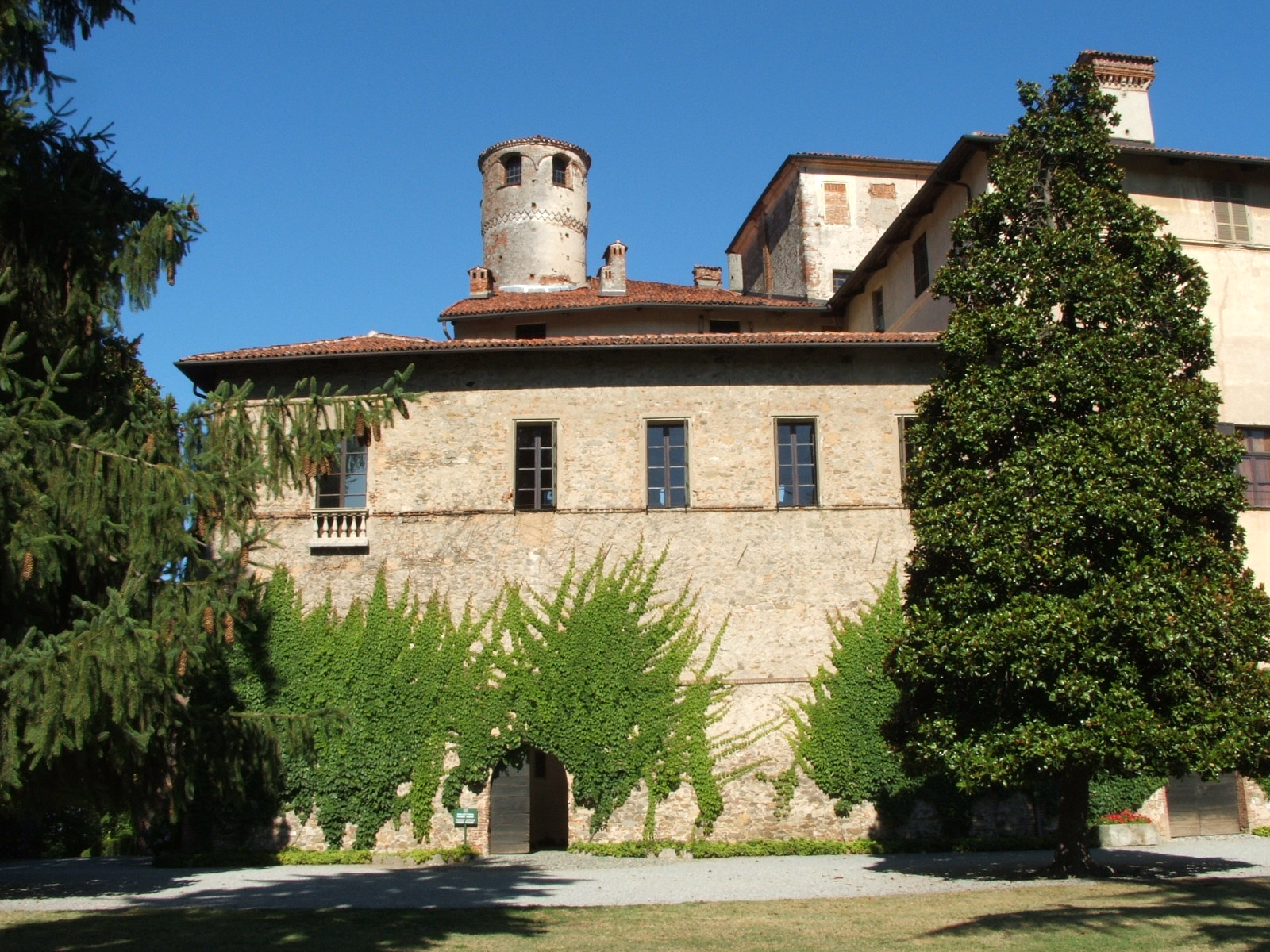
Castello della Manta

Die Burg von Manta, italienisch Castello della Manta, ist eine Burg oberhalb der Gemeinde Manta bei Saluzzo im Piemont.
1175 wurde Manta Lehen der Markgrafschaft Saluzzo. Markgraf Tommaso I. baute auf den Fundamenten einer älteren Festung eine Burg, die mit den Burgen von Revello, Verzuolo, Costigliole und Busca, eine Verteidigungslinie entlang des Fußes der Alpen bildete.
Die Burg wurde 1370 von Markgraf Tommaso III. gotisch ausgebaut und 1416 an seinen illegitimen Sohn Valerano del Vasto vererbt dessen Familie die Burg auch über das Ende der Markgrafschaft Saluzzo behielt. 1587 wurde die Burg schlossartig umgebaut. 1793 starb der letzte Nachkomme des Valerano, danach verfiel die Burg. 1860 wurden die äußeren Wehranlagen abgebrochen. 1984 übernahm der FAI die Anlage und begann eine vorbildliche Restaurierung.

## Die Burg
Die Burg ist von einem Park aus dem 16. Jahrhundert umgeben. Der äußerlich unscheinbare Bau mit einem Rundturm bewahrt zum großen Teil das Aussehen des 13. und 14. Jahrhunderts. Etwas unterhalb der Burg steht die Burgkapelle aus dem 14. Jahrhundert. Michelantonio del Vasto ließ sie um 1560 mit Fresken und Stuck ausstatten.

## Sala delle Feste
Der große Festsaal im Obergeschoss wurde um das Jahr 1560 ausgebaut. Michelantonio del Vasto ließ das Gewölbe mit manieristischen Fresken ausmalen. Die Grotesken haben die Malereien der Domus Aurea in Rom zum Vorbild, die kurz zuvor wiederentdeckt wurden.

## Sala Baronale

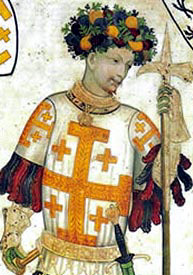
Gottfried von Bouillon in der Sala Baronale

Die Sala Baronale ließ Valerano nach 1420 von einem unbekannten Künstler ausmalen, der in der Kunstgeschichte als Meister von Manta (Maestro del Castello della Manta) geführt wird. Die Fresken zählen zu den wertvollsten Beispielen höfischer Kunst des 15. Jahrhunderts. Die Themen des Freskenzyklus gehen auf den Roman Le Chevalier Errant von Tommaso III. zurück. Die Fensterseite ziert eine riesige und sehr detailreiche Darstellung eines Jungbrunnens. An den übrigen drei Wänden sind die überlebensgroßen Figuren von 18 Helden und Heldinnen der Geschichte dargestellt. Die Personen sind gleichzeitig Porträts von 9 Markgrafen von Saluzzo und ihren Ehefrauen. Valerano selbst führt die Reihe als Hektor an, gefolgt von seinem Vater Tommaso III. als Alexander der Große. Die weiteren Helden sind
- Julius Cäsar (Markgraf Federico II.)
- Josua (Markgraf Tommaso II.)
- David (Markgraf Federico I.)
- Judas Makkabäus (Markgraf Manfredo IV.)
- König Artus (Markgraf Tommaso I.)
- Karl der Große (Markgraf Manfredo III.)
- Gottfried von Bouillon (Markgraf Manfredo I.)

Als Heldinnen treten auf:

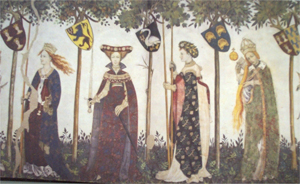
Fresko in der Sala Baronale

- Deipyle (Eleonora di Arborea, Ehefrau von Manfred I.)
- Sinope (Alasia von Montferrat, Ehefrau von Manfred III.)
- Hyppolite (Beatrice di Savoia, Ehefrau von Tommaso I.)
- Semiramis (Aloisia di Ceva, Ehefrau von Manfred IV.)
- Aetiope (Beatrice Visconti, Ehefrau von Federico I.)
- die Amazonenkönigin Lampeto (Riccarda di Sicilia, Ehefrau von Tommaso II.)
- Tamiris (Beatrice di Ginevra, Ehefrau von Federico II.)
- Teuca (Marguerite de Roussy, Ehefrau von Tommaso III.)
- Penthesilea (Clemenzia Provana, Ehefrau von Valerano)